# أندزيه موديتش
أندزيه موديتش (بالبولندية: Andrzej Możdżeń)‏ (مواليد 7 يوليو 1962) هو ملاكم بولندي، مثّل بلاده في الألعاب الأولمبية الصيفية 1988.

## روابط خارجية
أندزيه موديتش على موقع اللجنة الأولمبية الدولية (الإنجليزية)
- أندزيه موديتش على موقع أوليمبيديا (الإنجليزية)
- أندزيه موديتش على موقع اللجنة الأولمبية البولندية (مؤرشف) (البولندية)